# کوچیاش دل توئا
کوچیاش دل توئا (به اسپانیایی: Cuchillas del Toa) یک منطقه حفاظت‌شده و ذخیره‌گاه زیست‌کره در کوبا است.